# Кріштіану Роналду: Світ коло його ніг
Кріштіану Роналду: Світ коло його ніг — іспанський документальний фільм 2014 року, режисером якого є Тара Пірніа. Фільм розповідає про життя і кар'єру португальського футболіста Кріштіану Роналду, який зараз грає за італійський клуб "Ювентус" і збірну Португалії. Вийшов через Vimeo у червні 2014 року.
Документальний фільм в оригінальній англомовній доріжці читає актор Бенедикт Камбербетч.

## В ролях
- Бенедикт Камбербетч (читає)
- Кріштіану Роналду
- Девід Бекхем
- Рол Канн
- Джанет Агірре
- Джуліан Бейн
- Джонні Болтон
- Тоні Карр
- Реймонд Кроуфорд
- Крейг Гемілтон Паркер